# Klausz Ferenc
Klausz Ferenc (Dorog, 1892. augusztus 20. – Dorog, 1966. július 11.) kőműves, építészmester.

## Munkássága
Dorogon és Esztergomban polgári iskolát és technikumot végzett. A Salgótarjáni Kőszénbánya Rt. kőművese volt. Később, 1912-ben Németországba ment tanulni. Itt szerezte építészmesteri vizsgáját. 1925-ben magyar képesítést nyert. Munkái közé tartozott a bánya központi műhelye, a dorogi kaszinó újjáalakítása, a Berberich-házak létesítése. Tagja volt az ipartestületnek, a művezetők országos egyesületének. Ezenfelül a Szent József Plébánium kórusának. Haláláig templomgondnok.